# Yutaro Abe
Yutaro Abe (阿部 祐大朗, Abe Yutaro) est un footballeur japonais né le 5 octobre 1984. Il est attaquant.

## Biographie
Yutaro Abe participe à la Coupe du monde des moins de 17 ans 2001 puis à la Coupe du monde des moins de 20 ans 2003 avec le Japon.

## Palmarès
- Champion du Japon en 2003 avec les Yokohama F. Marinos